# Симон Ґерхард
Симон (Зімон) Ґерхард (нім. Simon Gerhard; нар. 8 вересня 1937) — один з провідних німецьких учених в галузі історії пострадянської Росії та України.

## Біографія
Вищу освіту в галузі історії і славістики здобув в університетах Геттінгена, Гамбурга (обидва — ФРН) і Блумінгтона (штат Індіана, США). Гамбурзький університет присудив йому ступінь доктора філософії. Від 1968 року — науковий співробітник у Федеральному інституті східноєвропейських і міжнародних досліджень в Кельні (ФРН), з 1991 — заступник директора і керівник відділу в інституті.
Від 1991 — професор Кельнського університету, в якому викладає курси східноєвропейської історії ХХ ст. Читає лекції в університетах Мюнхена, Берліна і Майнца (усі — ФРН). Працював у Російському дослідницькому центрі Гарвардського університету (США).